# JRホテルクレメント高松
JRホテルクレメント高松（ジェイアールホテルクレメントたかまつ）は香川県高松市にあるホテル。JR四国ホテルズが運営する。
旧名称は全日空ホテルクレメント高松で、IHG ANA ホテルズのフランチャイズホテルだったが、IHG側とジェイアール四国ホテル開発側とで戦略の方向性に違いが出てきたため、フランチャイズ契約が切れる2012年3月31日限りで離脱し、翌4月1日に現名称に変更された。
2015年4月1日からは、阪急阪神第一ホテルグループにも加盟している。

## 概要
高松港の近く、サンポート高松に位置する四国最大規模のシティホテル。高さは95mあり、瀬戸内海の島々と高松市街を一望できる。国際会議場サンポートホール高松を備えた高松シンボルタワーとデッキで結ばれており、一体となって高松のコンベンションセンターの役割を担う。2004年には、当時の天皇・皇后も来館した。なお、この場所は旧高松駅の宇高連絡船桟橋にあたる。
建物外観は1994年開業のサフィールホテル稚内（旧：稚内全日空ホテル→ANAクラウンプラザホテル稚内）と類似している。

## 建築概要
- 設計 - 観光企画設計社
- 竣工 - 2001年
- 構造 - S、一部SRC

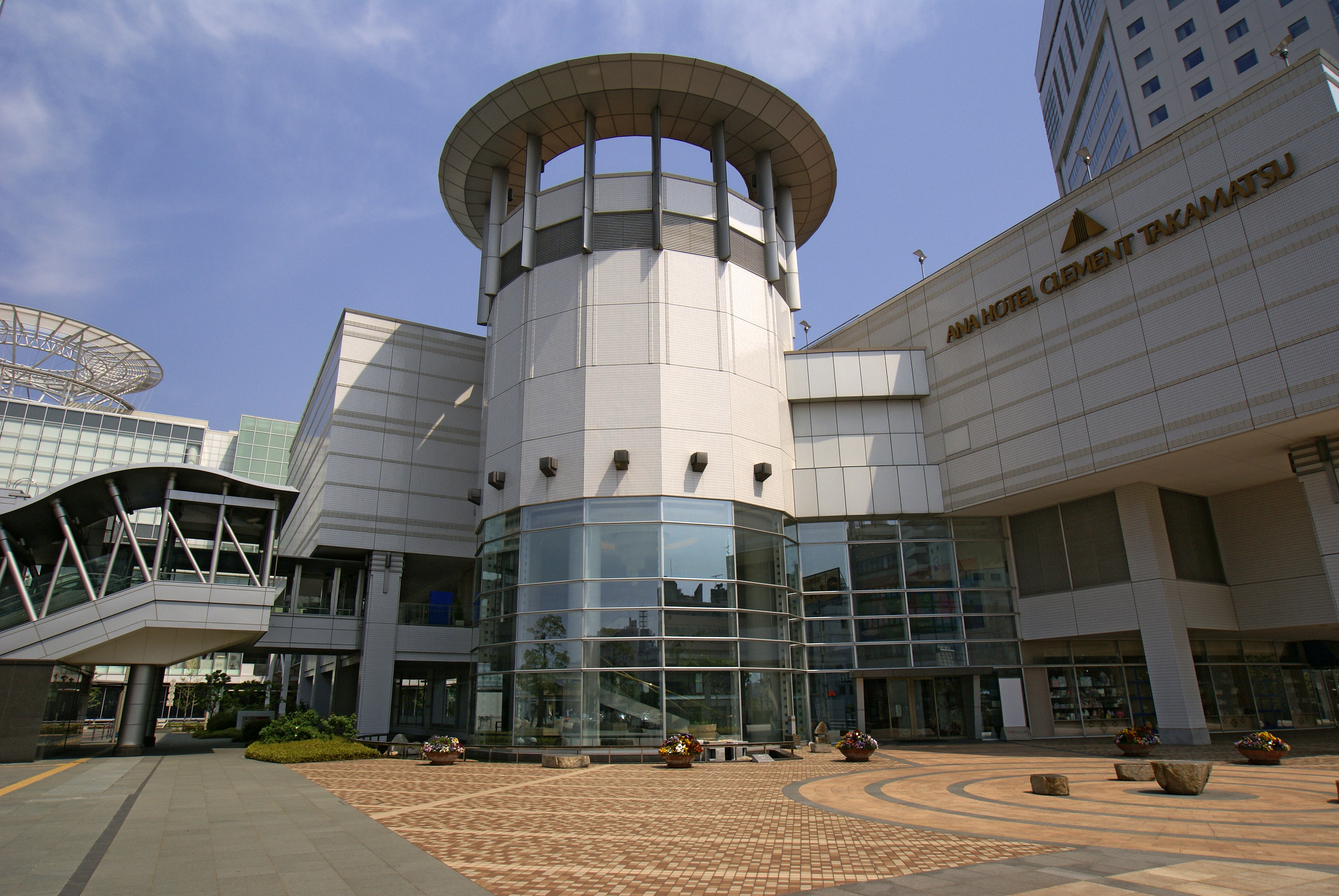
エントランス

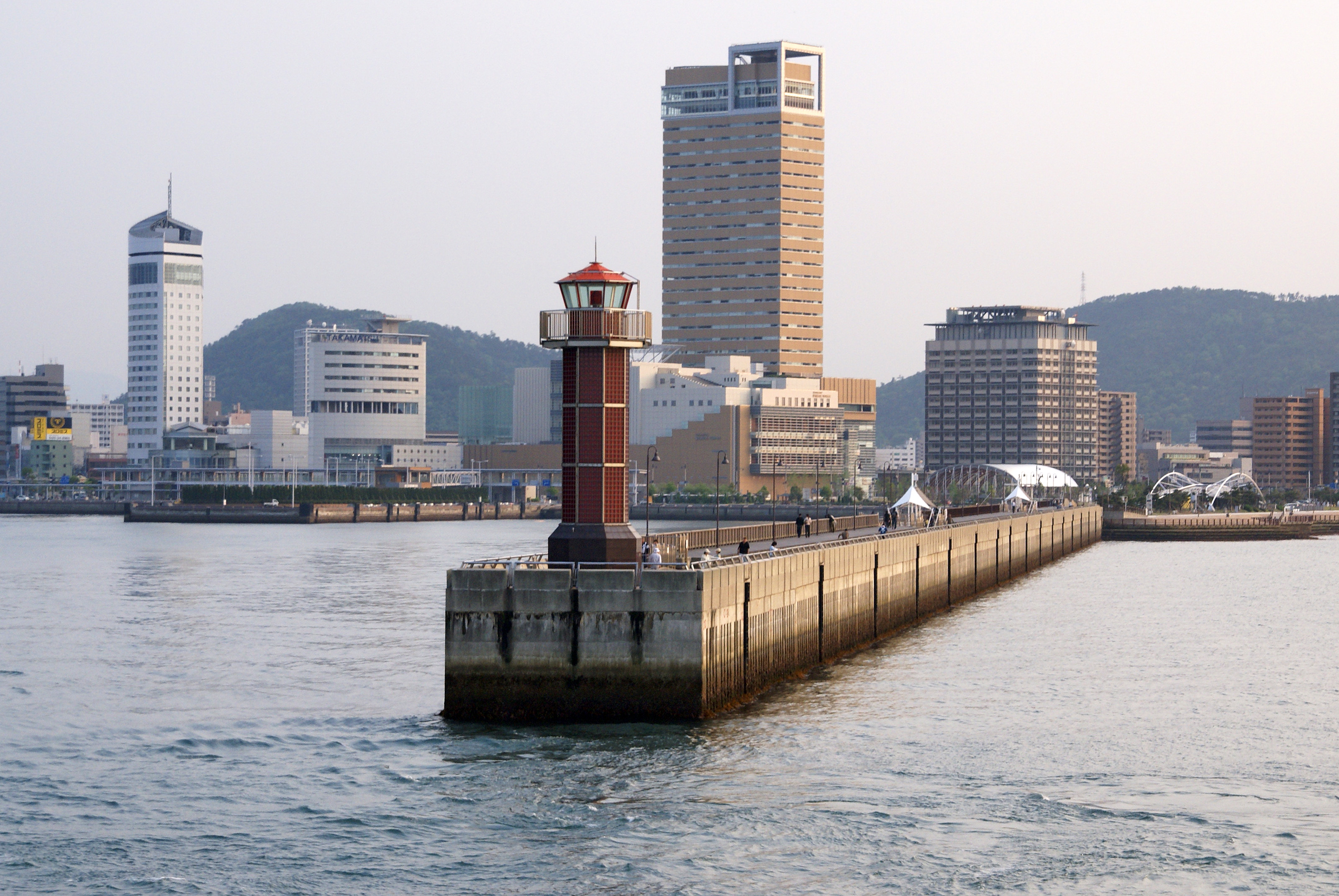
高松港海上から望む（左端がJRホテルクレメント高松）

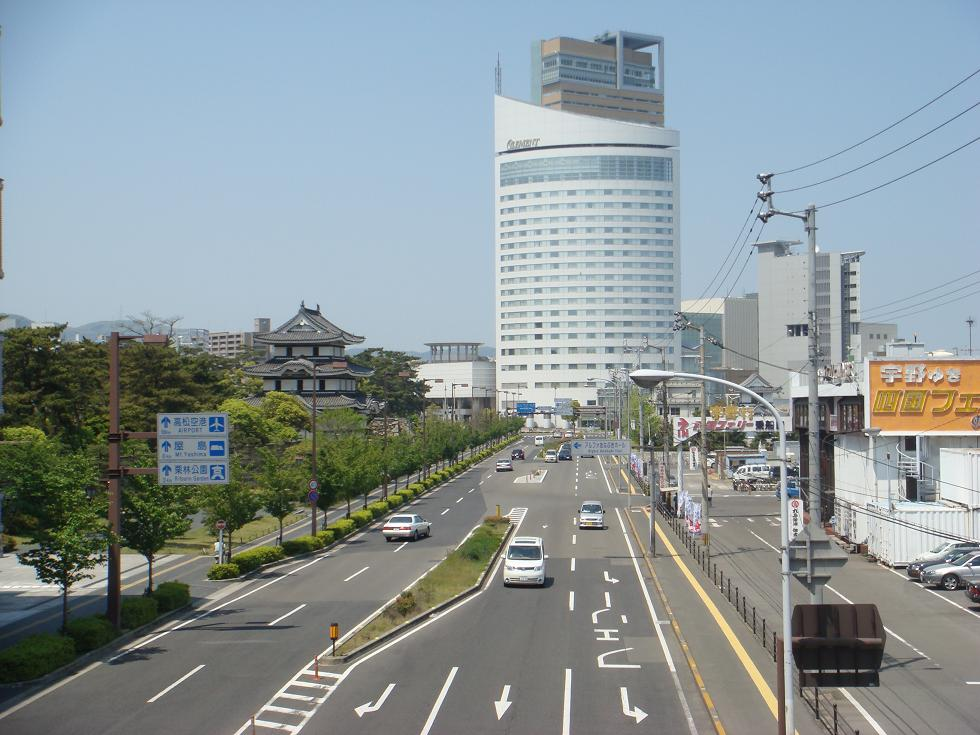
国道フェリー乗り場前歩道橋から撮影。写真左は玉藻城跡

- 規模 - 高さ95m、地上20階、地下1階
- 敷地面積 - 10,536m2
- 建築面積 - 5,420m2
- 延床面積 - 33,248m2
- 所在地 - 〒760-0011 香川県高松市浜ノ町1番1号

## 施設概要
- 客室数 - 300室
- 定員 - 502名
- 宴会場 - 12室（最大1500名収容）
- 神殿
- チャペルほか

## アクセス
- 高松港 徒歩2分
- 四国旅客鉄道（JR四国）高松駅 徒歩2分
- 高松琴平電気鉄道（ことでん）高松築港駅 徒歩2分